# Comunidad inalámbrica

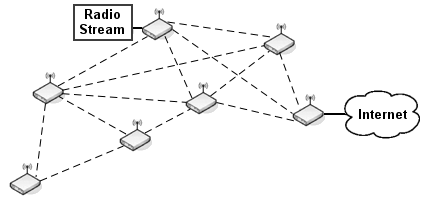
Varios routers que comparten la conexión a Internet.

Una comunidad inalámbrica es una agrupación de usuarios, instituciones y empresas que libremente deciden construir una red y de esta manera conectarse, que logra prestaciones de alto nivel y a bajo coste, y garantiza el acceso universal a la sociedad de la información y la incorporación de servicios de valor añadido.
Las comunidades inalámbricas consisten en grupos de voluntarios, instituciones y empresas que construyen redes informáticas libres y gratuitas alternativas a las redes privadas gestionadas por los proveedores de Internet clásicos. Para este fin utilizan tecnologías inalámbricas (Wi-Fi o Wireless) que utilizan las frecuencias de 2.4 o 5 GHz, ya que estas bandas no requieren licencia para su uso, por lo que son de libre acceso.

## Idea y funcionamiento
El objetivo de estas comunidades de usuarios no es solamente posibilitar el acceso a Internet. Es mucho más ambicioso. Se trata de crear otra red, pero gestionada por sus propios usuarios. También pretenden acercar la tecnología a la sociedad, crear nuevos canales gratuitos de comunicación entre las personas e, incluso, ser una red de soporte alternativa en caso de catástrofe.
Las redes de este tipo pueden enlazar a grandes distancias (p.e: 30 km) solo utilizando antenas Wi-Fi ultra direcionales como sería el caso de antenas parabólicas, paneles para enlaces más cortos y antenas sectoriales para dar cobertura a una zona.
Normalmente el objetivo es montar una red inalámbrica de área metropolitana (MAN), aunque con la agregación de comunidades ya se dan casos donde se llegan a constituir redes que como guifi.net operan ya a escala regional. Es una red con la misma estructura y con los mismos protocolos que Internet (IP, OSPF, BGP, DNS, etc.) pero que funciona de forma independiente. Uno de los retos más candentes en el movimiento de comunidades wireless es el de ir más allá de la dimensión "local" y construir una red global alternativa a las redes de telecomunicaciones existentes.
Su proliferación y diversificación puede establecer una primera categorización de tipologías de comunidades wireless.

## Redes inalámbricas libres (gratuitas y abiertas)
Encontramos dos perfiles:

Logo de Freifunk.net

1. Un primer tipo, precursor del movimiento, lo encontramos entre las comunidades wireless que nacen desde el vínculo estrecho con el proceso y espacios "hacker". Son las primeras. Se caracterizan por una fuerte voluntad política por facilitar el acceso a las nuevas tecnologías, la voluntad expresa de creación de herramientas de comunicación autónomas, con un acercamiento antagonista a la mercantilización de la red y de oposición a las grandes transnacionales. Otros elementos que las caracterizan son la mínima inversión económica, la gratuidad del acceso y el acceso libre a la conexión a través de la red. Son en las que se da una mayor innovación técnica.
2. Un segundo tipo lo encontramos entre las redes que germinan entre estudiantes y profesores de informática y comunicación apasionados por las nuevas tecnologías, denominados popularmente como "frekies-techis". Están motivadas por el potencial creativo de la tecnología wireless y por la voluntad de experimentación e investigación en el campo de las nuevas tecnologías. Se presentan como herramientas despolitizadas y reniegan de conformar espacios para el debate político, poniendo el acento en la herramienta técnica en sí. Conciben el espacio de conexión wifi como un espacio procomún y público, pero no opuesto sino en concordancia con las Instituciones de Gobierno.

## Cooperativas de usuarios
1. Se fundamentan en la aplicación de los principios de la democracia participativa a la gestión económica.
2. No son de acceso abierto ni gratuitas, se cobra para cubrir costes sin tener ánimo de lucro, pero aspiran a tener un costo de acceso menor al de las compañías comerciales.
3. Las cooperativas en torno a wifi son reflejo de la importante tradición cooperativista en España. De todas maneras, no son muy numerosas.

## Comunidades de vecinos
1. Se trata de agrupaciones de vecinos animadas más por un sentido práctico, de creación de un sistema de conexión a internet, pero que no menosprecia el aspecto prosocial de crear "comunidad".
2. Este tipo de iniciativas es más frecuente en núcleos de población reducidos (pueblos o ciudades medianas).
3. El acceso es exclusivo a los miembros de la comunidad de vecinos y no gratuito, se cobra para poder cubrir gastos. Generalmente, un vecino/a entusiasta se encarga de habilitar la infraestructura técnica.

Más allá de dicha tipología de formas asociativas, cabría decir que en las ciudades (grandes urbes y ciudades medias) de España es habitual encontrarse con redes wireless abiertas (de personas individuales, hoteles, empresas etc.). A través de estas redes se puede acceder a Internet, aunque la conexión no es segura y cada cierto tiempo se ha de cambiar de red.